# Zhang Enhua
Zhang Enhua (Dalian, 28 de abril de 1973 - 29 de abril de 2021) foi um futebolista chinês que jogou como zagueiro.

## Carreira
Enhua atuou no Dalian Shide, com o qual conquistou sete campeonatos nacionais. Defendeu a Seleção Chinesa em 59 partidas, marcando cinco gols, entre os quais na vitória contra a Arábia Saudita em 1997 pelas eliminatórias da Copa do Mundo.

## Morte
Enhua morreu em 29 de abril de 2021, aos 48 anos de idade. Sua morte foi relacionada com problemas relacionados a bebidas alcoólicas.